# Europapokal der Landesmeister (Handball) 1983/84
Der Europapokal der Landesmeister 1983/84 war die 24. Austragung des Wettbewerbs, an der 25 Handball-Vereinsmannschaften aus 24 Ländern teilnahmen. Diese qualifizierten sich in der vorangegangenen Saison in ihren Heimatländern für den Europapokal. Im Finale setzte sich Dukla Prag aus der Tschechoslowakei gegen den jugoslawischen Vertreter von Metaloplastika Šabac durch und gewann damit zum zweiten Mal nach 1963 den Pokal. Mannschaften aus Rumänien, der Sowjetunion und der DDR nahmen am Wettbewerb, im Hinblick auf die Olympischen Spiele 1984 in Los Angeles nicht teil.

## 1. Runde
|                  | Gesamt  |                        | Hinspiel | Rückspiel |
| ---------------- | ------- | ---------------------- | -------- | --------- |
| THW Kiel         | 87:14   | East Kilbride 82 HC    | 43:08    | 44:06     |
| Aarhus KFUM      | 54:57   | BK-46 Karis            | 29:31    | 25:26     |
| Benfica Lissabon | 45:54   | ATSE Waagner Biro Graz | 20:29    | 25:25     |
| Bankasi Istanbul | [ 1 1 ] | ZSKA Sofia             | :        | :         |
| Kolbotn IL       | 39:39   | Víkingur Reykjavík     | 20:18    | 19:21     |
| US Ivry HB       | 35:40   | Sporting Neerpelt      | 19:23    | 16:17     |
| Ionikos Athen    | 38:43   | Hapoel Rehovot         | 21:22    | 17:21     |
| Cividin Trieste  | 40:48   | TV Zofingen            | 20:22    | 20:26     |
| CS Fola Esch     | 21:44   | Vlug en Lenig Geleen   | 09:24    | 12:20     |

1. ↑  ZSKA Sofia kam kampflos weiter
2. ↑  Kolbotn IL qualifizierte sich aufgrund der Auswärtstorregel für das Achtelfinale.

IK Heim, Metaloplastika Šabac, Honvéd Budapest, KS Anilana Łódź, Atlético Madrid, Dukla Prag und Titelverteidiger VfL Gummersbach hatten ein Freilos und zogen direkt in das Achtelfinale ein.

## Achtelfinale
|                        | Gesamt  |                      | Hinspiel | Rückspiel |
| ---------------------- | ------- | -------------------- | -------- | --------- |
| IK Heim                | [ A 1 ] | Metaloplastika Šabac | :        | :         |
| BK-46 Karis            | 48:60   | THW Kiel             | 24:31    | 24:29     |
| ATSE Waagner Biro Graz | 43:57   | Honvéd Budapest      | 23:27    | 20:30     |
| ZSKA Sofia             | 44:53   | KS Anilana Łódź      | 19:24    | 25:29     |
| Sporting Neerpelt      | 31:37   | Kolbotn IL           | 20:15    | 11:22     |
| Atlético Madrid        | 29:35   | VfL Gummersbach      | 11:16    | 18:19     |
| Hapoel Rehovot         | 43:45   | TV Zofingen          | 24:25    | 19:20     |
| Vlug en Lenig Geleen   | 38:56   | Dukla Prag           | 20:23    | 18:33     |

1. ↑  Metaloplastika Šabac kam kampflos weiter

## Viertelfinale
|                 | Gesamt |                      | Hinspiel | Rückspiel |
| --------------- | ------ | -------------------- | -------- | --------- |
| THW Kiel        | 43:48  | Metaloplastika Šabac | 20:22    | 23:26     |
| KS Anilana Łódź | 49:50  | Honvéd Budapest      | 28:22    | 21:28     |
| VfL Gummersbach | 43:32  | Kolbotn IL           | 24:14    | 19:18     |
| TV Zofingen     | 38:43  | Dukla Prag           | 23:25    | 15:18     |

## Halbfinale
|                      | Gesamt |                 | Hinspiel | Rückspiel |
| -------------------- | ------ | --------------- | -------- | --------- |
| Metaloplastika Šabac | 54:41  | Honvéd Budapest | 30:21    | 24:20     |
| VfL Gummersbach      | 31:32  | Dukla Prag      | 14:14    | 17:18     |

## Finale
Das Hinspiel fand am 24. März 1984 in Prag und das Rückspiel am 31. März 1984 in Šabac statt.
|            | Gesamt         |                      | Hinspiel | Rückspiel |
| ---------- | -------------- | -------------------- | -------- | --------- |
| DUKLA PRAG | 38:38 7 m: 4:2 | Metaloplastika Šabac | 21:17    | 17:21     |

Siebenmeterwerfen:
- Dukla beginnt
- František Štika trifft zum 1:0
- Jasmin Mrkonja scheitert an Michal Barda
- Jiří Liška scheitert an Mirko Bašić
- Zlatko Portner trifft zum 1:1
- Tomáš Bártek trifft zum 2:1
- Veselin Vujović scheitert an Barda
- Jiří Kotrč trifft zum 3:1
- Dragan Tanašič trifft zum 3:2
- Ladislav Salivar trifft zum 4:2-Endstand